# Amand Marie Jacques de Chastenet de Puységur
Pour les articles homonymes, voir Puységur (homonymie).
Amand Marie Jacques de Chastenet, marquis de Puységur ou Amand Marc Jacques de Chastenet, né le 1er mars 1751 à Paris et mort le 1er août 1825 à Buzancy (Aisne), est un officier-général d'artillerie, connu pour ses expériences retranscrites de la pratique du magnétisme animal sur l'homme.

## Biographie

### Famille
Amand Marie Jacques de Chastenet de Puységur naît le 1er mars 1751 à Paris, dans la paroisse Saint-Gervais, et est baptisé le lendemain
Petit-fils de Jacques-François de Chastenet, marquis de Puységur, maréchal de France (1656-1743), il était le fils de Jacques François Maxime de Chastenet de Puységur, lieutenant-général des armées du Roi (1716-1782) et de Marie Marguerite Masson. 

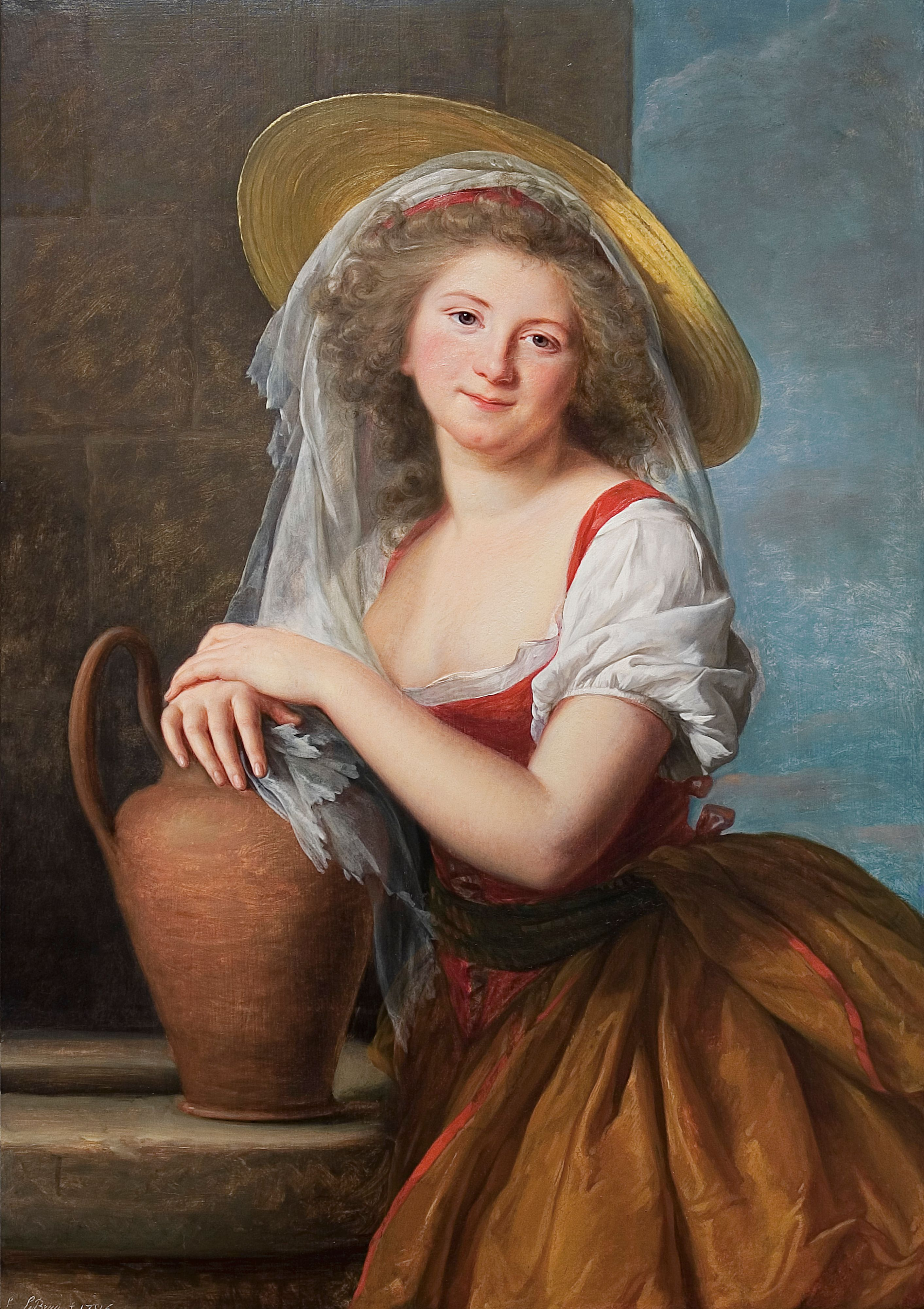
Portrait de son épouse, Marguerite Baudard de Sainte-James, peinte par Élisabeth Vigée-Lebrun, en 1786

Le 8 mai 1781, il épouse dans l'église Saint-Roch Marguerite Baudard de Sainte-James, fille de Claude Baudard, baron de Sainte-James, trésorier-général de la marine et de Julie Augustine Thibaut-Dubois. Le mariage est célébré par son parent, Mgr de Chastenet de Puységur, alors évêque de Carcassonne. 
Comme ses aïeux avant lui, il fit carrière dans les armées du Roi où il parvint au grade de général de corps d'artillerie. Il fut maire de Soissons de 1800 à 1805. 
Il fut le beau-père de l'amiral Louis Henry de Labaye de Viella.

### Puységur et le magnétisme animal

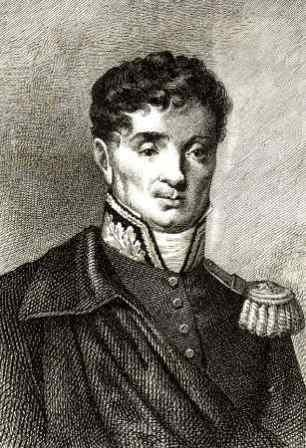
Le marquis de Puységur au XIXe siècle

Comme ses deux plus jeunes frères, Jacques Maxime (1755-1848) et Antoine-Hyacinthe (1752-1809), Puységur est l'élève de Franz-Anton Mesmer dans le cadre de la Société de l'Harmonie à partir de 1782.
Puységur se distingue de Mesmer en déclarant n'être qu'un vecteur pour les malades qui seraient leurs propres médecins, là où Mesmer prétend soigner par une action exclusivement physiologique dont le magnétiseur serait la source. Il met également en doute le fait que la crise, dont Mesmer avait fait la manifestation par excellence du magnétisme, soit autre chose qu'un élément parasite.
À partir de 1784, dans son domaine de Buzancy dans le Soissonnais, Puységur commence à pratiquer la mesmerisation, une mise en état de transe réputée apporter la guérison, pour soigner les maux du personnel de son château. C'est à la suite d'un mauvais déroulement de cette pratique qu'il dit constater chez Victor Race, un paysan dont la famille est à son service, un état de somnambulisme. C'est ainsi qu'il décrit l'état profondément endormi mais pleinement conscient qu'il reproduira ensuite. Il décrira notamment une clairvoyance des malades sur leur propre maladie, sur celle des autres et sur les remèdes qui leur conviennent. Ce premier événement se déroule le 4 mai 1784, année de la publication de son premier ouvrage sur le magnétisme animal. C'est aussi l'année de la publication des deux rapports officiels sur le magnétisme animal commandités par Louis XVI.
En 1785, il amène Victor Race à Paris pour faire une démonstration de ses découvertes devant Mesmer. La même année, il crée à Strasbourg la Société harmonique des amis réunis au sein de laquelle il forme quelque deux cents magnétiseurs et instituera de nombreux centres de traitements. Cette société continue à exister jusqu'en 1789 et publie de nombreux articles sur les différents cas traités par magnétisme.
Toujours décrié et remis en cause, il effectue de nombreuses actions pour répondre à cette incrédulité ambiante. Pour l'un de ces biographes Jean-Pierre Peter[réf. souhaitée], cette mise en avant du pouvoir de chacun a joué contre lui, et, au lieu de le voir comme une personnalité purifiant et codifiant le magnétisme et le phénomène du somnambulisme, on préfère le représenter comme un aristocrate manipulateur pour ne pas perdre l'image du pouvoir hiérarchique. C'est un point de vue qui rappelle que ce genre de pratiques ne pouvait pas être neutre dans le contexte politique et religieux de la Révolution française.
Puységur est le chef de file de l'école de magnétisme animal « psychofluidiste ». On compte notamment parmi eux le naturaliste Joseph Philippe François Deleuze, le médecin Alphonse Teste, l'officier et écrivain Charles de Villers, Casimir Chardel, Auguste Leroux, A.A. Tardy de Montravel et Jules Charpignon.

## Œuvres
- Mémoires pour servir à l'histoire et à l'établissement du magnétisme animal, 1784  (ISBN 2911416805), (rééd. en 1809)
- Du magnétisme animal considéré dans ses rapports avec diverses branches de la physique générale, 1807 — en ligne, la 2e édition, Paris : Cellot, 1809
- Recherches, expériences et observations physiologiques sur l'homme dans l'état du somnambulisme naturel, et dans le somnambulisme provoqué par l'acte magnétique, Paris, 1811
- Les fous, les insensés, les maniaques et les frénétiques ne seraient-ils que des somnambules désordonnés ?, Paris, 1812
- Appel aux savants observateurs du dix-neuvième siècle, de la décision portée par leurs prédécesseurs contre le magnétisme animal, et fin du traitement du jeune Hébert, Paris, 1813
- Les vérités cheminent, tôt ou tard elles arrivent, Paris, Dentu, 1814
- Magnétisme animal, Les Mémoires et la Suite des Mémoires (pour servir à l'histoire et à l'établissement) du Magnétisme animal, 1784 ; 1785 ; 1786 ; 1809 ; 1820, réed. Pédelahore, Coll. Ido, 2014,  (ISBN 979-1093533148), notice éditeur.
- Un Somnambule désordonné ? Journal du traitement magnétique du jeune Hébert, Jean Pierre Peter (éd.), Sanofi-Synthélabo/Les Empêcheurs de penser en rond, Le Plessis-Robinson, 1999 (reprend plusieurs publications dont Les fous, les insensés, les maniaques ...)